# Grasbrunn

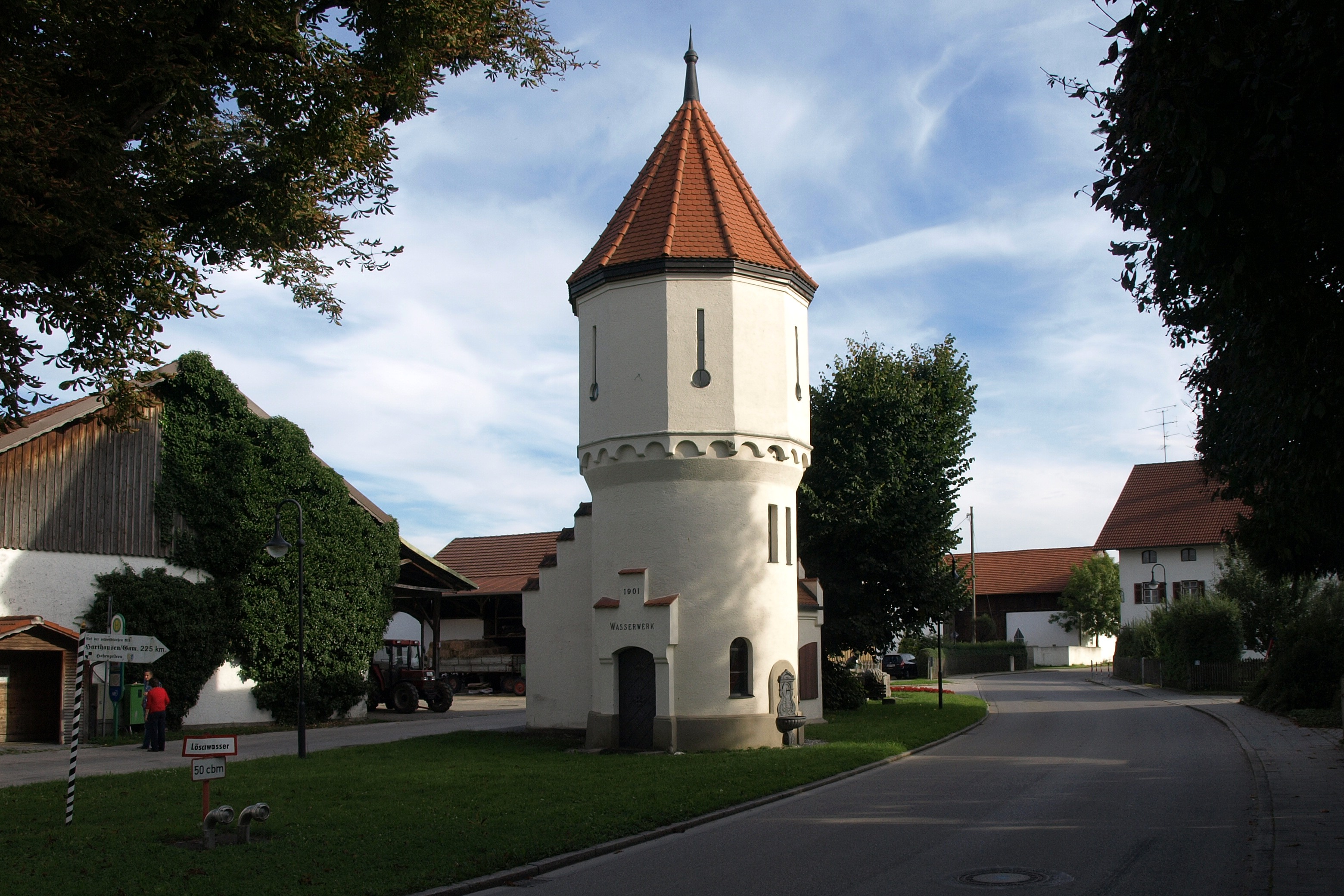
Hauptstraße in Grasbrunn-Harthausen mit Wasserturm

Grasbrunn ist eine Gemeinde und ein gleichnamiges Kirchdorf im oberbayerischen Landkreis München. Die Gemeinde ist der geografische Mittelpunkt Oberbayerns und liegt etwa 14 km östlich des Zentrums von München.

## Geographie

### Gliederung des Gemeindegebiets
Die Gemeinde hat fünf Gemeindeteile (in Klammern sind der Siedlungstyp und die Einwohnerzahlen Stand 1. April 2025 angegeben):
- Grasbrunn (Kirchdorf, 1.413 Einwohner)
- Harthausen (Kirchdorf, 1.085 Einwohner)
- Keferloh (Weiler, 19 Einwohner)
- Möschenfeld (Weiler mit Wallfahrtskirche, 85 Einwohner)
- Neukeferloh (Siedlung, 4.344 Einwohner)

Dabei ist das zentral in der Gemeindeflur gelegene Grasbrunn der historische Mittelpunkt, das am Nordrand der Gemeinde gelegene Neukeferloh aber der einwohnerstärkste Gemeindeteil.

### Nachbargemeinden
- Haar
- Putzbrunn
- Vaterstetten
- Zorneding
- Höhenkirchen-Siegertsbrunn
- Hohenbrunn
- Oberpframmern

### Natur
Folgendes Schutzgebiet berührt das Gemeindegebiet:
- Landschaftsschutzgebiet LSG Hofoldinger und Höhenkirchner Forst (LSG-00198.01)

## Geschichte

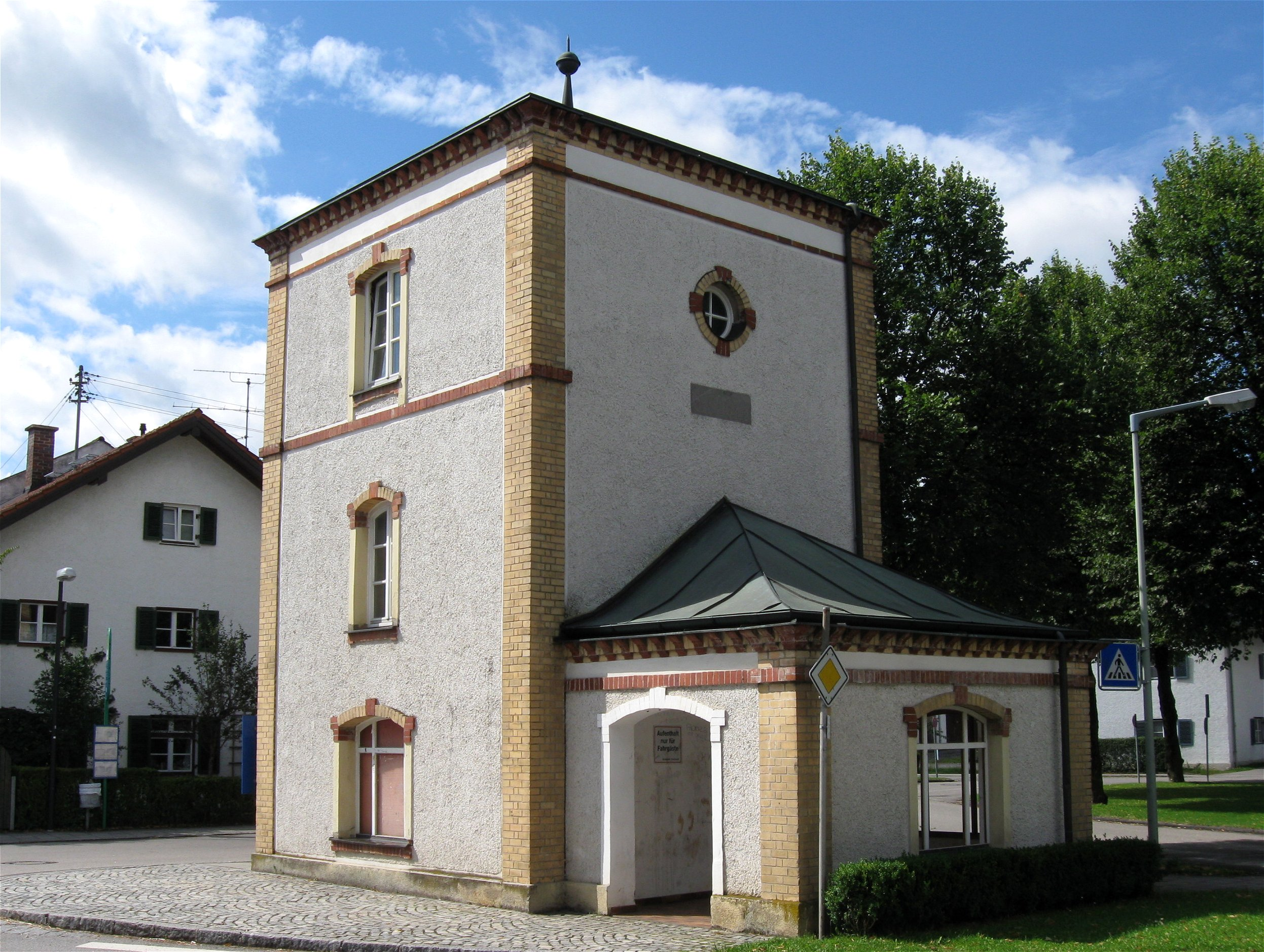
Wasserturm Grasbrunn

Erstmals wurde Grasbrunn 1140 als Gramasprunnen genannt, und 1155 wurden Ekkehardt von Gramanesprunnen und Iseverin von Gramanesprunnen als Zeugen in Kaufurkunden erwähnt. Der Name bedeutet also in etwa „Brunnen des Gramman“. In der Gegend südöstlich von München musste das Trinkwasser aufgrund der Münchner Schotterebene aus ca. 20 m Tiefe geholt werden, und um die jeweiligen Brunnen entstanden Ansiedlungen, die heutigen Orte, die auf -brunn enden (mit Ausnahme von Ottobrunn, das erst später entstand). Grasbrunn gehörte zum Rentamt München und zum Landgericht Schwaben des Kurfürstentums Bayern. Im Zuge der Verwaltungsreformen in Bayern entstand mit dem Gemeindeedikt von 1818 die heutige Gemeinde.
Siehe auch: Geschichte von Gramannsdorf, heute Gronsdorf
Der Gemeindeteil Harthausen ist der älteste in der Gemeinde Grasbrunn. Bereits im Jahre 814 tradierte der Priester Starcholf mit dem Diakon Hatto in Haradhusun (Harthausen) Eigentum an den Bischof Hitto in Freising (Theodor Bitterauf 1905, Traditionen des Hochstifts Freising). Siehe hierzu die Dorfgeschichte Harthausen mit Möschenfeld von 1994.
Harthausen wurde im 12. Jahrhundert durch die Freisinger Dienstmannen besiedelt. Aus diesem Ministerialengeschlecht ging Bischof Adalbert von Freising (1158–1184) hervor. Die sog. Harthauser Haid bestimmte die Besiedelung. Harthausen liegt auf der Grundmoräne der letzten Eiszeit und ist nur mit geringem Humus-Ackerboden bedeckt. Das zeichnete auch die Besiedlungsgeschichte aus, geringer Bodenbewuchs, nur Heidelandschaft, ohne Oberflächenwasser, ließ nur eine Nutzung als Weideland zu.
Mit der Besiedlung des Gemeindeteils Möschenfeld um 819 durch Pepo, einem Verwandten von Starcholfs, wurde mit dem frühen Ortsnamen „Meskilinfeld“ diese geologische Situation beschrieben, nämlich Meskilinfeld bedeutet „mageres Feld“. Möschenfeld wurde bereits im 13. Jahrhundert Schwaige des Reichsklosters Ebersberg und im 15. Jahrhundert verwendeten die Wittelsbacher Grafen diesen Schwaige-Ort für ihre Jagdinteressen und bauten im nahen Wald das Jagdhaus „Grüne Hütt“, das im ausgehenden 18. Jahrhundert verlorenging. Mit dem beginnenden 17. Jahrhundert siedelten die Wittelsbacher Herzöge die Jesuiten in Möschenfeld an. Im Jahre 1803 wurde Möschenfeld im Rahmen der Säkularisation privatisiert. Heute ist Möschenfeld im Besitz der Familie von Finck. Die Kirche St. Ottilie gehört gegenwärtig zu den Barockkirchen in Oberbayern.

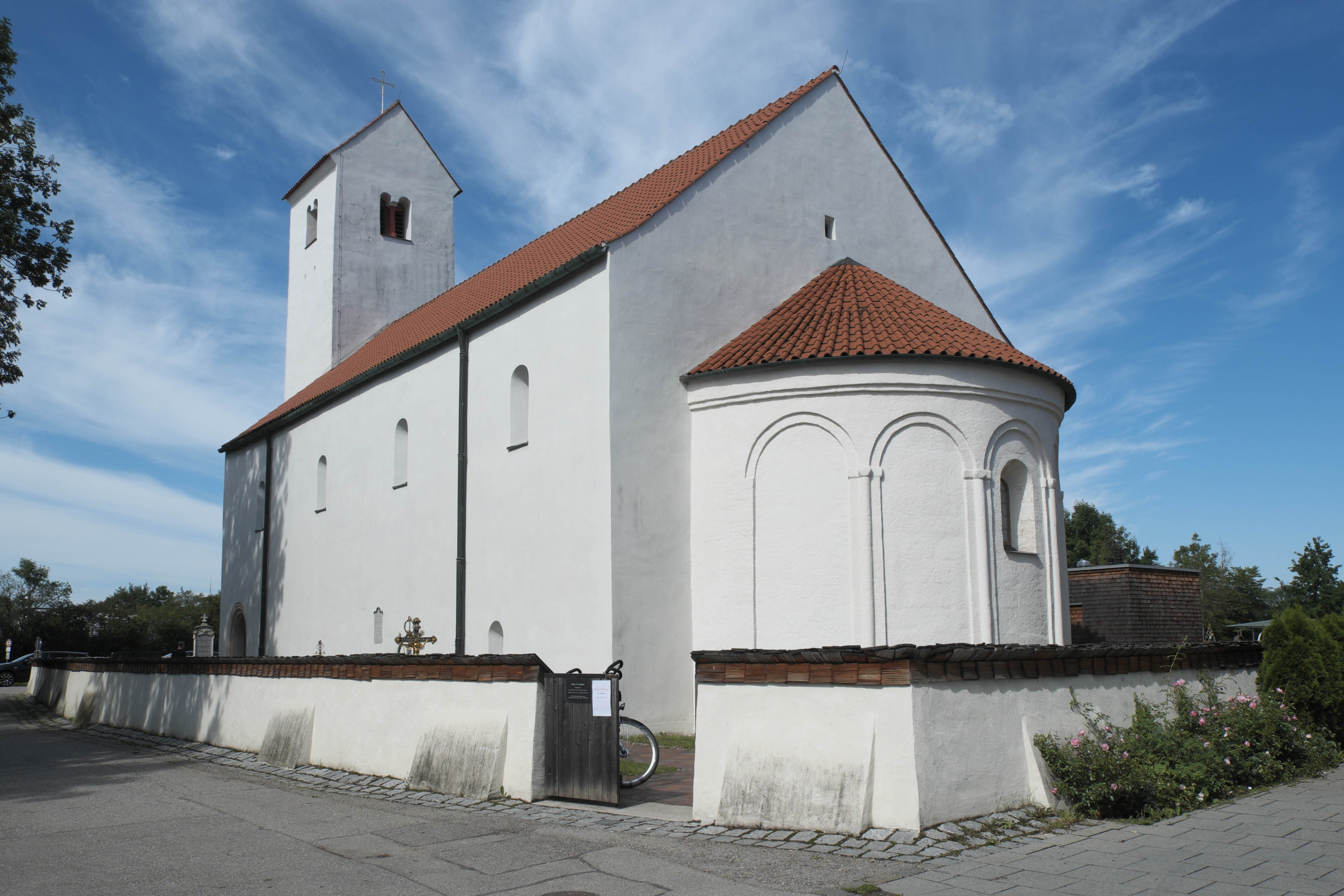
Kirche St. Aegidius in Keferloh

Der Gemeindeteil Keferloh wurde ab 1140 urkundlich als Eigentum der Grafen von Wolfratshausen und Dachau und des Bischofs von Freising genannt. Im Jahre 1155 regelte Bischof Otto von Freising den Besitz neu zu Gunsten des Klosters Schäftlarn und diese gründeten einen Weiler. Die heute noch in Keferloh stehende Kirche St. Aegidius ist eine geschichtliche Besonderheit. Diese Kirche sollte um 1156 mit der Errichtung des Baues begonnen worden sein, verbrieft ist die Weihe am 1. September 1173. Diese Kirche ist uns heute aus dieser frühen Zeit noch weitgehend im Original erhalten, Fresken aus dieser Zeit sind zu sehen. Nach zehnjähriger Renovierung, initiiert durch den 2003 gegründeten Förderverein Kirche St. Aegidius Keferloh e. V., wurde die Kirche am 31. August 2013 feierlich eröffnet. Am 1. September 2023 fand das 850-jährige Weihejubiläum und Altarweihe mit Erzbischof zu München und Freising Reinhard Kardinal Marx statt. Für den altbayerischen Raum ist diese Kirche die wohl einzige aus dieser frühen Zeit des 12. Jahrhunderts.
Der Gemeindeteil Neukeferloh wurde im Jahre 1909 durch den Bauern Josef Stadler mit der Errichtung eines Wohnhauses mit Stadl erstmals genannt. Im Jahre 2009 feierte der Gemeindeteil sein hundertjähriges Jubiläum mit einem Bürgerfest und einer Ausstellung zu seiner Geschichte. Im Luisenweg befindet sich der geografische Mittelpunkt Oberbayerns.

### Eingemeindungen
Die am 1. Juli 1907 aus Teilen der Gemeinde Grasbrunn neugebildete Gemeinde Harthausen wurde am 1. Mai 1978 eingemeindet.

### Einwohnerentwicklung
Zwischen 1988 und 2023 wuchs die Gemeinde von 3866 auf 6949 um 3083 Einwohner bzw. um 79,5 %.
- 1961: 2104 Einwohner, davon 403 in Harthausen
- 1970: 2756 Einwohner, davon 551 in Harthausen
- 1988: 3866 Einwohner
- 1991: 4394 Einwohner
- 1995: 4665 Einwohner
- 2005: 5825 Einwohner
- 2015: 6721 Einwohner
- 2020: 6906 Einwohner
- 2024: 6940 Einwohner (Stand Februar 2024)

## Politik

### Gemeinderat und Bürgermeister
Der Gemeinderat hat 20 Mitglieder. Bei der Kommunalwahl am 15. März 2020 ergab sich folgende Sitzverteilung:
| Partei / Liste     | CSU  | SPD  | Grüne | FWG  | AusschussG FDP/Michalka | Gesamt   |
| Sitze              | 5    | 6    | 3     | 4    | 2                       | 20 Sitze |
| Stimmenanteil in % | 29,8 | 25,6 | 17,0  | 18,0 | 9,8                     | 100 %    |

Bürgermeister:
Ehemalige Gemeinde Harthausen:
- Andreas Häusler (1942–1945),
- Jakob Karg (1945–1978)

Ehemalige Gemeinde Grasbrunn:
- Georg Bockmaier (–1945)
- Engelbert Hamberger (1945–1946)
- Georg Hiltmair (1946–1952)
- August Simader (1952–1956)
- Franz X. Graf (1956–1972)
- August Simader (1972–1978)

Nach Gebietsreform entstandene Gemeinde Grasbrunn:
- Wilhelm Dresel (1978–2002, CSU)
- Otto Bußjäger (2002–2008, CSU)
- Klaus Korneder (seit 2008[6], SPD)

Aktuelle Bürgermeister (2023):
- Erster Bürgermeister: Klaus Korneder (SPD)
- Zweiter Bürgermeister: Detlef Wildenheim (CSU)
- Dritter Bürgermeister: Hannes Bußjäger (FWG)

### Gemeindefinanzen 2023
Im Jahr 2023 betrugen die Gesamtsteuereinnahmen 25.788.201,80 Euro, davon waren 15.645.900,27 Euro Gewerbesteuereinnahmen (netto).
- Haushaltsvolumen: 35.864.300 Euro
- Verwaltungshaushalt: 28.120.300 Euro
- Vermögenshaushalt: 7.744.000 Euro
- Steuerkraftzahl pro Einwohner: 3.400 Euro

### Wappen
| Wappen von Grasbrunn | Blasonierung: „In Rot ein schindelgedeckter goldener Ziehbrunnen mit Mauer, halbsichtbarem Schacht dahinter und Seil über Rolle unter dem Dach (Brunnenhaus), beseitet von zwei senkrechten silbernen Spindeln.“ |
| Wappen von Grasbrunn | Wappenbegründung: Das Brunnenhaus symbolisiert den Brunnen, der bis ins späte 19. Jahrhundert auf dem Dorfplatz stand und weist auf das Grundwort „-brunn“ des Ortsgemeindenamens hin. Die Spindeln entstammen dem Wappen des Propstes Konrad Sachsenhauser (1320–1346) vom Kloster Schäftlarn. Dieser hatte in Fürsprache bei Kaiser Ludwig IV. dem Bayern dem Markt in Keferloh bedeutende Privilegien gesichert. Dieses Wappen wird seit 1970 geführt. |

### Gemeindepartnerschaften
Die Gemeinde unterhält seit 1974 eine Partnerschaft mit der französischen Stadt Le Rheu, die sich in der Bretagne in der Nähe der Stadt Rennes befindet.

## Religionen

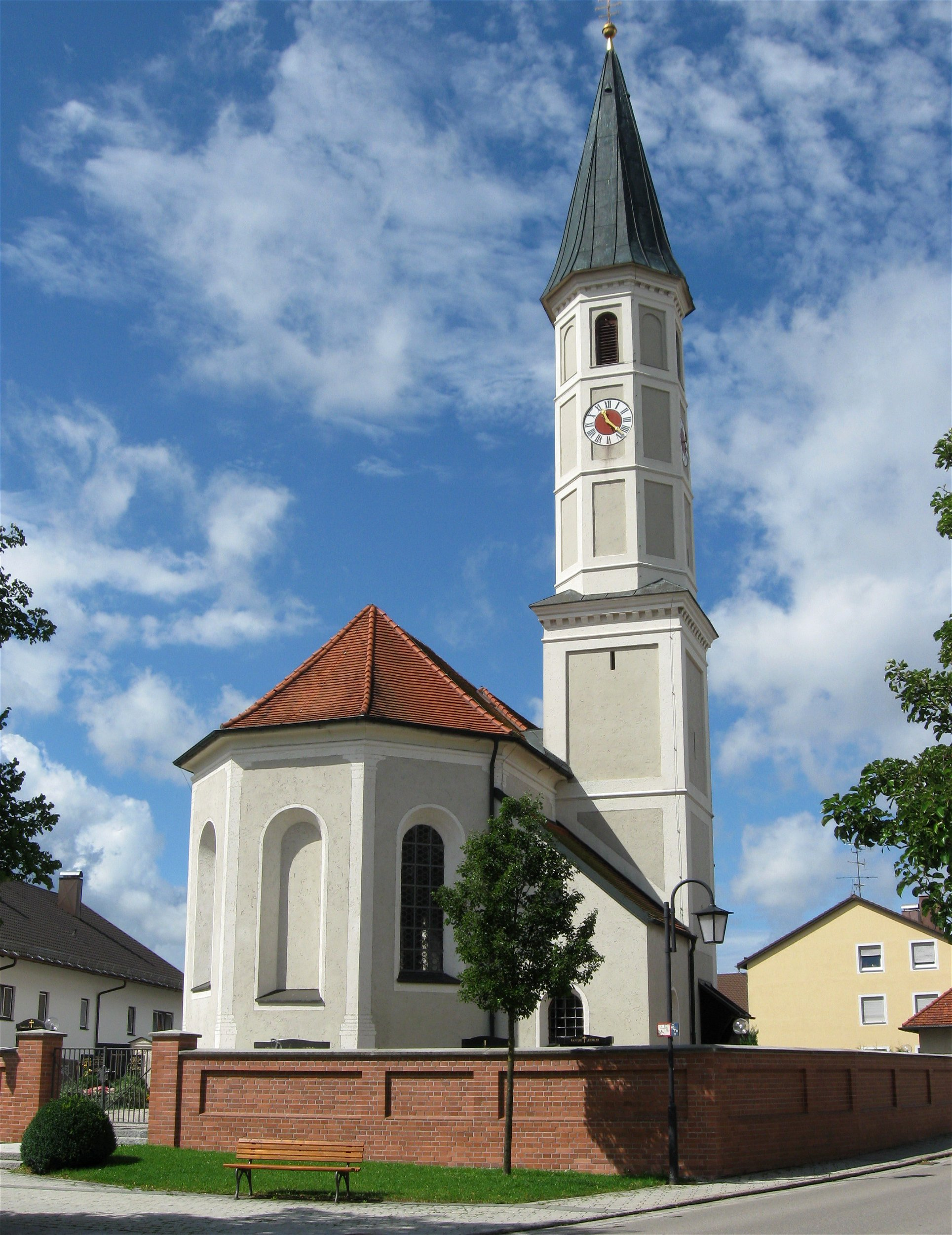
Kirche St. Ulrich in Grasbrunn

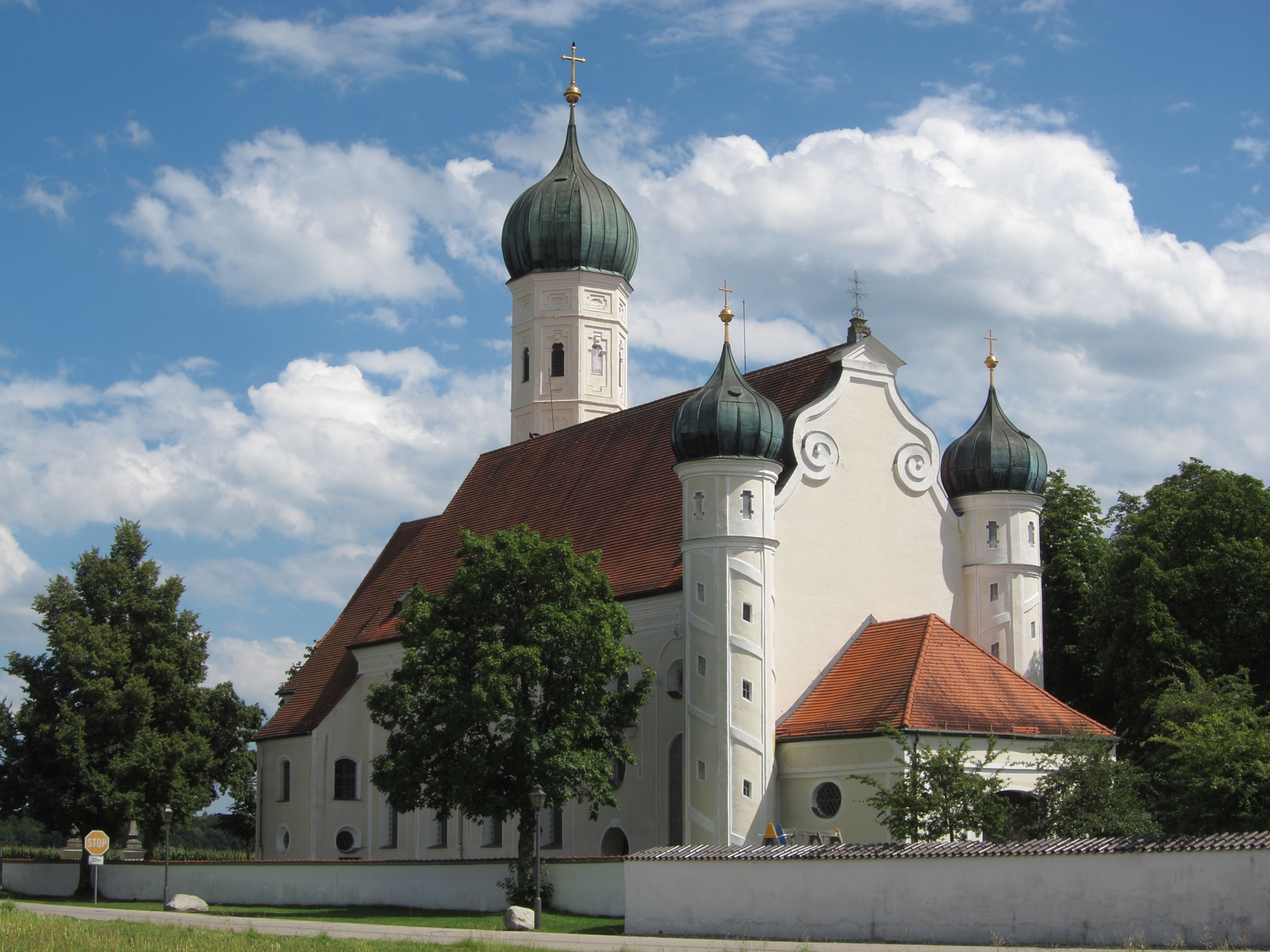
Kirche St. Ottilie in Möschenfeld

### Katholische Kirchen
- St. Christophorus in Neukeferloh
- St. Ulrich in Grasbrunn
- St. Aegidius in Keferloh (romanisch, 1173 geweiht[8])
- St. Ottilie in Möschenfeld
- St. Andreas in Harthausen

### Evangelische Kirchen
Seit dem Abriss der Stephanuskapelle gibt es im Ortsgebiet keine evangelische Kirche mehr. Evangelische Gottesdienste werden ein- bis zweimal im katholischen Pfarrzentrum St. Christophorus in Neukeferloh gehalten. In der Petrikirche der evangelisch-lutherischen Kirchengemeinde Baldham-Vaterstetten-Neukeferloh finden wöchentlich Gottesdienste statt.

## Wirtschaft und Infrastruktur
Nach amtlicher Statistik gab es im Februar 2024 im Bereich des Handels 250, im Handwerk 125 und in der Industrie 24 Betriebe. Insgesamt hat Grasbrunn eine Gesamtanzahl von 1212 angemeldete Gewerbetreibende.

### Ansässige Unternehmen
Im Technopark des Ortsteils Neukeferloh haben sich im Laufe der Zeit einige international tätige Unternehmen angesiedelt. So befindet sich dort beispielsweise die europäische Hauptniederlassung des kanadischen Softwareunternehmens OpenText.

### Bildung
- Kinderwelt Grasbrunn/Haus für Kinder – Kinderkrippe, Kindergarten und Hort
- Mittagsbetreuung an der Grundschule Neukeferloh
- Katholisches Kinderhaus St. Christophorus[9] – Kindergarten
- Kinderhaus Harthausen – Kinderkrippe und Kindergarten
- Kindergarten Honigblume Grasbrunn
- AWO Kinderkrippe Grasbrunn „Grashüpfer“ (bis 31. August 2024, ab 1. September 2024: Großtagespflege)
- Großtagespflege – Die bilinguale Kinderstube[10]
- Großtagespflege – Die gute Kinderstube[11]
- AWO-Kindertagespflege
- Großtagespflege – Grasbrunner Zwergerl
- Grundschule Neukeferloh[12]

## Verkehr

### Bus
Grasbrunn wird durch Regionalbuslinien des MVV erschlossen.
| Linie           | Linienverlauf                                                                                           |
| --------------- | --- |
| 212             | Grasbrunn – Putzbrunn – Ottobrunn – Neubiberg (S) – Neuperlach Süd (U S)                                |
| 240             | Höhenkirchen-Siegertsbrunn (S) über Harthausen, Kriegerdenkmal – Grasbrunn – Neukeferloh, Bahnhofstraße |
| 240V            | Schulbus-Linie                                                                                          |
| 241             | Haar – Keferloh – Putzbrunn – bis Taufkirchen                                                           |
| 243             | Haar, Lise-Meitner-Weg – Haar (S) – Baldham, Realschule                                                 |
| 411             | (Antholing –) Glonn – Oberpframmern – Neuperlach Süd (U S)                                              |
| 2906            | Neukeferloh, Leonhard-Stadler-Straße (Grundschule) – Harthausen, Forstwirt                              |
| ExpressBus X203 | Keferloh                                                                                                |
| RufTaxi 4900    | Baiern – Glonn – Egmating – Oberpframmern – Zorneding – Forstwirt – Putzbrunn – Neuperlach Süd          |

## Öffentliche Einrichtungen

### Staatliche Einrichtungen
In Neukeferloh (Bretonischer Ring 1) befindet sich die Kraftfahrzeug-Zulassungsbehörde (Sachgebiet 3.3.4.3) und die Fahrerlaubnisbehörde (Sachgebiet 3.3.3) des Landratsamtes München.

### Freizeit- und Sportanlagen
Seit 2003 gibt es in der Gemeinde eine neugestaltete Sportanlage für verschiedene Sportarten. So gibt es neben drei Fußballfeldern, einem davon als Allwetterplatz mit Kunstrasen, sechs Tennisplätze, eine Traglufthalle mit Tennisplatz, ein Beachvolleyballfeld, Boule- und Sommerstockbahnen und eine Leichtathletikanlage mit 400-m-Bahn, Kugelstoß- und Hoch- und Weitsprunganlagen. Dazu gibt es Funsportanlagen wie einen Basketballplatz und Skatepark. Seit 1994 besteht ein öffentlicher 18-Loch-Golfplatz Grasbrunn e. V. mit Driving-Range.
Im Oktober 2021 wurde im Gemeindegebiet Neukeferloh eine neue 2 1/2-fach Turnhalle eröffnet.

## Persönlichkeiten
- Herb Andress (1935–2004), Schauspieler, wohnte in Grasbrunn
- Michael Rothballer (* 1974), Mikrobiologe und Schriftsteller, besuchte die Grundschule Neukeferloh
- Albrecht Schmidt (* 1938), Jurist und Bankmanager, ehem. Vorstandssprecher und Aufsichtsratsvorsitzender der Unicredit Bank, wohnhaft in Grasbrunn
- Günther von Lojewski (* 11. Juni 1935 in Berlin; † 26. Februar 2023 in Grasbrunn) war ein deutscher Journalist. 1977 bis 1988 Moderator der Sendung report München, 1989 bis 1997 Intendant des Senders Freies Berlin, lebte im Grasbrunner Gemeindeteil Neukeferloh
- Hugo Strasser (* 7. April 1922 in München-Schwabing; † 17. März 2016 in München-Trudering) war ein deutscher Jazz-Musiker und wohnte im Grasbrunner Gemeindeteil Neukeferloh
- Viktor Worms (* 30. August 1959 in Düsseldorf) ist ein deutscher Journalist und Fernsehmoderator und wohnte im Grasbrunner Gemeindeteil Neukeferloh
- Rainer Bertram (* 19. Dezember 1932 in Dachau; † 23. Dezember 2004 in München) war ein deutscher Fernsehregisseur, Schauspieler und Schlagersänger und wohnte im Grasbrunner Gemeindeteil Neukeferloh
- Franz Eder (* 20. März 1942 in München) ist deutscher Karikaturist, Illustrator und Schnellzeichner und lebt im Grasbrunner Gemeindeteil Neukeferloh.
- Uschi Glas (* 2. März 1944 in Landau an der Isar) ist eine deutsche Schauspielerin und wohnte im Grasbrunner Gemeindeteil Möschenfeld